# Ali Riza Salci
Ali Riza Salci (født 13. marts 1971 i Tyrkiet) er en professionel fodboldspiller, hvor hans primære position har været central forsvarsspiller eller libero. Alternativt har han spillet som venstre back, venstre side eller central midtbanespiller. Ali var kaptajn for Erzurumspor i 2 sæsoner og spillede flere kampe i den tyrkiske Süperliga (Türkiye Süper Ligi), før han valgte at fortsætte karrieren i danske Fremad Amager. Da hans kontrakt med klubben udløb d. 30. juni 2006, var han noteret for over 100 kampe for klubben.

## Spillerkarriere
- 199x-200x: Erzurumspor (Tyrkiet), Süperliga og 2. Liga A, 210 kampe og 10 mål.
- 200x-200x: Bafraspor (Tyrkiet), 2. Liga A og 2. Liga B, 65 kampe og 20 mål.
- 2002-2006: Boldklubben Fremad Amager, 2. division og 1. division, 114 kampe og 21 mål.
- 2006-2006: AB 70, 4 kampe og 0 mål, 2. division

## Hæder
BK Fremad Amager: Årets spiller i klubben for 2003-2004 sæsonen.